# Potez 43
Le Potez 43 est un avion monoplan construit par la société Potez au début des années 1930. Le premier vol eut lieu en juin 1932.

## Présentation
Le Potez 43 dispose de 3 places. Il a une envergure de 11,30 m pour une longueur de 7,65 m. La version 430 atteint une vitesse maximum de 160 km/h.

## Versions
- Potez 430 : première version 78 kW (105 hp) moteur Potez 6Ас, 25 exemplaires construits[1].
- Potez 431 : 1933, moteur Potez 6Ас, 60 exemplaires construits[2].
- Potez 432 : moteur 75 kW (100 hp) Renault 4Pei , 3 exemplaires.
- Potez 434 : Version 89 kW (120 hp) de Havilland Gipsy Major , 9 exemplaires.
- Potez 435 : Version 89 kW (120 hp) Renault 4Pdi, 11 exemplaires.
- Potez 436 :
- Potez 437 : Version modifiée avec moteur 89 kW (120 hp) Renault 4Pdi, 9 exemplaires.
- Potez 438 : Version pour entrainement militaire, moteur 89 kW (120 hp) Renault 4Pdi.
- Potez 439 :